# Poroma
Poroma è un comune (municipio in spagnolo) della Bolivia nella provincia di Oropeza (dipartimento di Chuquisaca) con 17.349 abitanti (dato 2010).

## Cantoni
Il comune è suddiviso in 6 cantoni (popolazione 2001).
- Poroma - 5.431 abitanti
- Pojpo - 3.640 abitanti
- Sapse - 1.049 abitanti
- Sijcha - 2.892 abitanti
- Copavillkhi - 1.329 abitanti
- Huañoma - 1.760 abitanti